# God of War: Betrayal
God of War: Betrayal és un videojoc per a telèfon mòbil d'acció i aventura desenvolupat per Javaground i la divisió de Los Angeles de Sony Online Entertainment (SOE) i publicat per Sony Pictures Digital. Llançat per a telèfons mòbils compatibles amb Java Micro Edition (Java ME) el 20 de juny de 2007, és el tercer lliurament de la sèrie God of War i la cinquena cronològicament. Basada lliurement en la mitologia grega, Betrayal es desenvolupa a l'antiga Grècia amb la venjança com a motiu central. El jugador controla el protagonista Kratos, que es va convertir en el nou Déu de la Guerra després de matar l'anterior, Ares. Kratos és incriminat per l'assassinat d'Argos i persegueix el veritable assassí per tota Grècia, cosa que resulta en un enfrontament amb el missatger olímpic Cèrix.
Betrayal és l'única entrega de la sèrie que es va llançar originalment en una plataforma que no és PlayStation i es presenta com un videojoc de desplaçament lateral bidimensional (2D). Tot i les limitacions de la plataforma mòbil, en comparació amb les contraparts de consola domèstica, conserva l'enfocament orientat a l'acció dels seus predecessors, amb la mateixa combinació d'elements de joc de trencaclosques, plataformes i combat basat en combo. Encara que God of War és principalment una sèrie de consoles domèstiques, Betrayal va ser elogiada per la seva fidelitat a la sèrie en termes de jugabilitat, estil artístic i gràfics: "el veritable tercer joc de la franquícia assassina". Rebé premis per "Joc sense fil del mes" (juny de 2007) i "Millor joc de plataforma" (sense fil) de 2007.